# Onopordinae
Onopordinae, podtribus glavočika, dio tribusa Cardueae u potporodici Carduoideae. Sastoji se od 8 rodova

## Rodovi
1. Onopordum L. (58 spp.)
2. Syreitschikovia Pavlov (2 spp.)
3. Xanthopappus C. Winkl. (1 sp.)
4. Ancathia DC. (1 sp.)
5. Olgaea Iljin (17 spp.)
6. Lamyropappus Knorring & Tamamsch. (1 sp.)
7. Synurus Iljin (3 spp.)
8. Alfredia Cass. (6 spp.)